# Klenová alej u Koječína
Klenová alej u Koječína je památné stromořadí, které se nachází podél cesty mezi vsí Koječín a samotou U Mixů, v okrese Havlíčkův Brod. Stromořadí tvoří javor klen a javor mléč, podle údajů na tabuli u stromořadí i jasan ztepilý. Stromy dosahují stáří přibližně 150 až 200 let a jsou až na výjimky v dobrém zdravotním stavu. Stromořadí je památným od 5. ledna 2006.